# Pseudomarsupidium decipiens

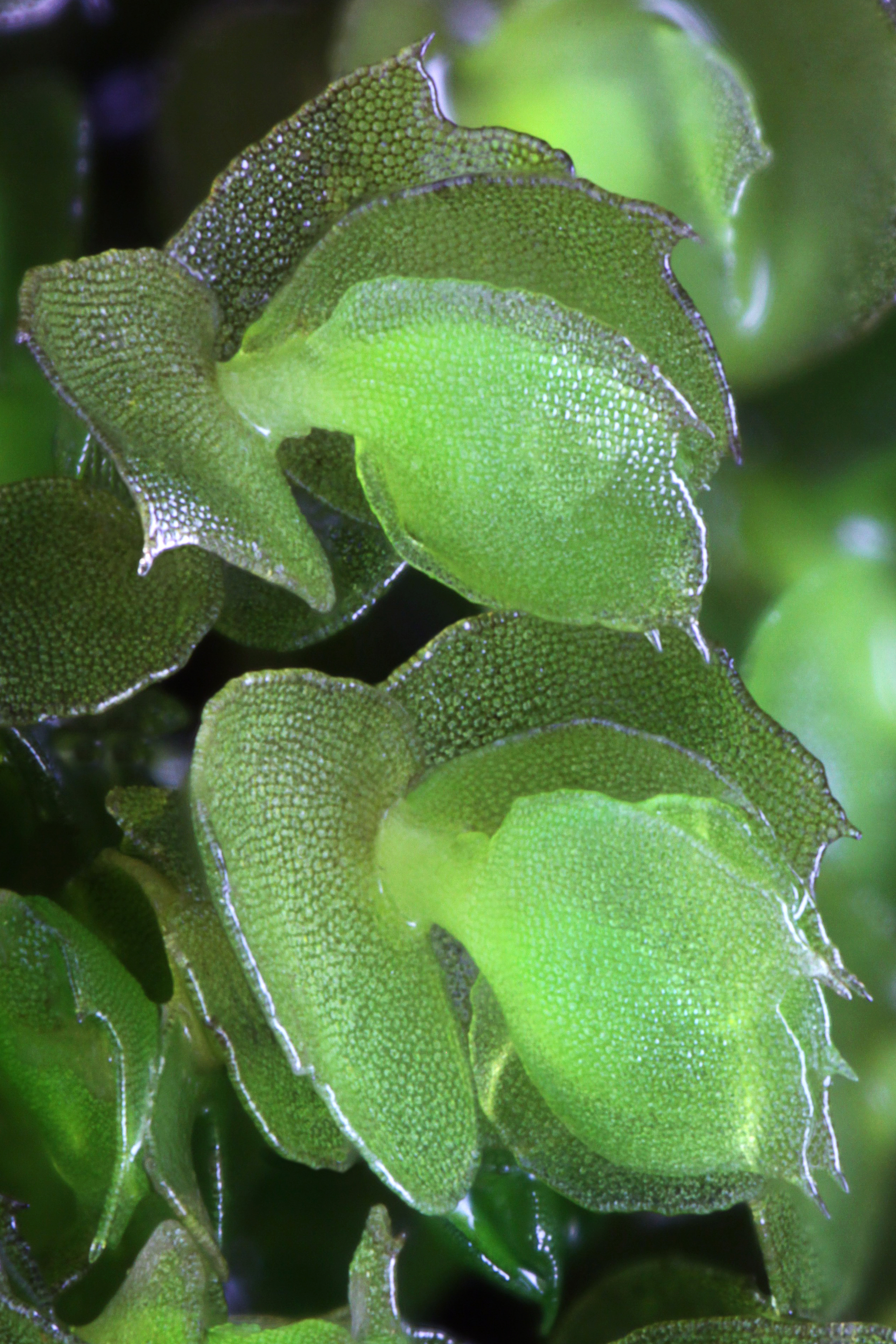

Pseudomarsupidium decipiens är en bladmossart som först beskrevs av William Jackson Hooker, och fick sitt nu gällande namn av Riclef Grolle. Pseudomarsupidium decipiens ingår i släktet Pseudomarsupidium och familjen Adelanthaceae. Inga underarter finns listade i Catalogue of Life.